# Rio Itapecuru-Mirim
O rio Itapecuru-Mirim é um curso d'água brasileiro que banha o estado do Maranhão. É um dos formadores da bacia rio Itapecuru.